# عز الدين بن شعيرة
عز الدين بن شعيرة من مواليد مدينة بسكرة الجزائرية بلدية عين زعطوط في 2 نوفمبر 1978. هو لاعب كرة قدم جزائري يلعب حاليا مع نادي وفاق سطيف.

## المسيرة الكورية
- 1999-2003 مع نادي اتحاد بسكرة  الجزائر
- 2003- 2010 مع نادي وفاق سطيف  الجزائر
- 2010-. أهلي برج بوعريريج

## الإنجازات
- فاز بالدوري الجزائري مرتين مع وفاق سطيف عامي 2007 و 2009
- فاز بدوري أبطال العرب مرتين على التوالي مع وفاق سطيف عامي 2007 و 2008
- فاز fكأس شمال أفريقيا للأندية البطلة مرة واحدة مع وفاق سطيف عام 2009
- وصل إلى نهائي كأس الكونفيدرالية الأفريقية مرة واحدة مع وفاق سطيف عام 2009